# Journal of Gastroenterology and Hepatology
Das Journal of Gastroenterology and Hepatology, abgekürzt J. Gastroenterol. Hepatol., ist eine wissenschaftliche Fachzeitschrift, die vom Wiley-Blackwell-Verlag veröffentlicht wird. Die Zeitschrift ist das offizielle Publikationsorgan der Asian Pacific Association of Gastroenterology. Sie erscheint mit zwölf Ausgaben im Jahr und veröffentlicht Arbeiten aus den Bereichen der Gastroenterologie, der Hepatologie und der Endoskopie.
Der Impact Factor lag im Jahr 2014 bei 3,498. Nach der Statistik des ISI Web of Knowledge wird das Journal mit diesem Impact Factor in der Kategorie Gastroenterologie und Hepatologie an 26. Stelle von 76 Zeitschriften geführt.